# Sung Yu-ri
Dans ce nom coréen, le nom de famille, Sung, précède le nom personnel.
Sung Yu-ri, (en coréen : 성유리), née le 3 mars 1981 à Tübingen en Allemagne, est une chanteuse et actrice sud-coréenne. Elle est la plus jeune membre du girl group Fin.K.L actuellement inactif depuis 2005.

## Biographie

### Jeunesse et études
Sung Yu-ri est la fille d'un ancien pasteur, professeur au Séminaire théologique presbytérien de Séoul et président de New Testament. Sa mère est infirmière. Sa famille quitte l'Allemagne de l'Ouest en 1985 pour Séoul. En février 2005, elle a été diplômée de l'université Kyung Hee où elle a étudié le cinéma et le théâtre. 

### Carrière musicale et cinématographique

#### 1998-2005: L'ère Fin.K.L
Sung Yu-ri a été découverte lors d'un voyage sur le terrain de l'école. Elle a rejoint les deux autres membres du groupe, Ock Joo-hyun et Lee Jin. Ensuite, vient l'arrivée de Annie Lee mais qui ne resterait que quelques mois au sein du groupe. Puis, Lee Hyori s'intègre dans le groupe et devient le leader. En 2002, le groupe arrête leurs activités et tous les membres du groupe poursuivent une carrière solo dans plusieurs différents domaines du divertissement. Bien qu'elles se soient regroupées pour un single digital Fine Killing Liberty en octobre 2005, elles ont quitté leur label de musique DSP Entertainment. Le groupe Fin.K.L n'a pas été reconnu officiellement comme étant dissous et est actuellement inactif depuis 2005.

#### Carrière d'actrice
Sung Yu-ri est apparu dans sa première mini-série Bad Girls en 2002 dans le rôle de Han Yeol-mae. Le prix de la meilleure actrice lui a été attribuée. Ensuite, elle apparaît en caméo dans son tout premier film Emergency Measure 19 avec les autres membres du groupe Fin.K.L et dans la série télévisée My Platoon Leader dans le rôle de Lee Kang-hyun. Elle co-présente l'émission Section TV Entertainment Communication jusqu'en 2003.

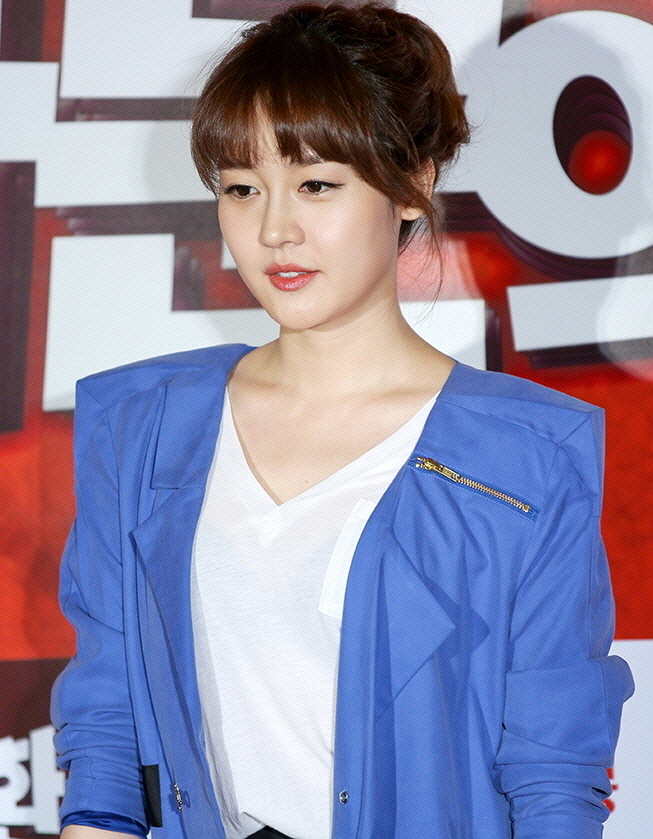
Sung Yu-ri en décembre 2012.

En 2003, elle interprète à la fois le rôle de la princesse Puyeoju au cours de la dynastie Baekje et dans l'actuelle Corée dans la série télévisée Thousand Years of Love.
Sung Yu-ri incarne en 2008 le rôle de Heo Yi-nok, fille de parents assassinés et qui s'allie à Hong Gil-dong pour se venger et auquel elle éprouve des sentiments dans la série télévisée Hong Gil Dong, basée sur un roman Conte de Hong Gildong de Heo Gyun au cours de la dynastie Joseon. Le 31 décembre 2008, elle remporte le prix du meilleur duo avec Kang Ji-hwan et deux prix de popularité.
Elle joue en 2009 le rôle de Lee Soo-hyun, premier amour de Kim Jung-woo dans la série télévisée Swallow the Sun, adaptée du roman Sun de Kim Chul-hwan. Ensuite, elle incarne le rôle de May, qui a été adoptée par une famille étrangère à un très jeune âge. Elle a grandi à l'étranger et ne revient qu'en Corée du Sud après 23 ans à la recherche de sa propre identité dans le film Rabbit and Lizard.
Le 20 juin 2012, Sung Yu-ri est élue ambassadrice de la Foire internationale du livre de Séoul.
En 2013, elle a joué un génie atteinte d'une amnésie dissociative dans la série télévisée The Secret of Birth. En juin 2013, elle remplace l'actrice Han Hye-jin lorsque cette dernière quitte le talk-show sud-coréen Healing Camp, Aren't You Happy à la suite de son mariage avec le footballeur Ki Sung-yueng prévu en juillet et qu'elle envisageait d'emménager à Londres avec lui. Elle anime avec Kim Je-dong et Lee Kyung-kyu,.
Lorsque son contrat avec son agence King Kong Entertainment expire en janvier 2014, elle a signé avec Fantagio. Elle a joué ensuite dans le court-métrage Chorogi and the Stalker pour le projet des réalisateurs amateurs de la 6e édition de Seoul International Extreme-Short Image & Film Festival (SESIFF) avec l'acteur Jung Gyu-woon, son partenaire avec qui elle a joué dans la série télévisée Romance Town en 2011. Les deux acteurs ont joué gratuitement dans le film.
Il a été annoncé par divers organes de presse que le 1er juillet 2015 qu'elle quitterait l'émission Healing Camp, Aren't You Happy avec Lee Kyung-kyu et qu'elle envisageait de continuer sa carrière d'actrice. Elle est apparue une dernière fois à l'émission avec Lee Kyung-kyu en tant qu'invitée le 20 juillet 2015.

### Vie privée
Après six mois de relation, Sung Yu-ri confirme officiellement sa relation avec le golfeur professionnel sud-coréen Ahn Sung-hyun en juin 2014.  

## Filmographie

### Cinéma

#### Longs métrages
- 2002 : Emergency Measure 19 (긴급조치 19호) de Kim Tae-gyu : Elle-même (figurante)
- 2004 : How To Keep My Love (내 남자의 로맨스) de  Park Je-hyun : Elle-même (caméo)
- 2009 : Rabbit and Lizard (토끼와 리저드) de Ju Ji-hong : May
- 2012 : Runway Cop (차형사) de Shin Tae-ra : Ko Young-jae
- 2013 : A Boy's Sister (누나) de Lee Won-sik : Yoon-hee
- 2014 : The Disciple John Oak (제자, 옥한흠) de Kim Sang-cheol : Narratrice (film documentaire)
- 2015 : Summer Snow (여름에 내리는 눈) de Jeon Yun-su : Actrice Seo-Jung

#### Courts métrages
- 2014 : Chorogi and the Stalker Guy (초록이와 스토커 아저씨) de Paya : Mère de Soo-bin

### Télévision

#### Séries télévisées
- 2002 : Bad Girls (나쁜 여자들) : Han Yeol-mae
- 2002 : My Platoon Leader (막상막하) : Lee Kang-hyun
- 2003 : Thousand Years of Love (천년 지애) :  Princesse Puyeoju
- 2003 : Kim Sung-Joon Meets Lee Yoo-Jung (내방네방) : Lee Yoo-jung
- 2004 : First Love of a Royal Prince (황태자 의 첫사랑) : Kim Yu-bin
- 2006 : One Fine Day (어느 멋진 날) : Seo Ha-neul / Park Hae-won
- 2006 : The Snow Queen (눈 의 여왕) : Kim Bo-ra
- 2008 : Hong Gil Dong (쾌도 홍길동) : Heo Yi-nok
- 2009 : Swallow the Sun (태양 을 삼켜 라) : Lee Soo-hyun
- 2011 : Romance Town (로맨스 타운) : Noh Soon-gum
- 2012 : Feast of The Gods (신들 의 만찬) : Go Joon-young
- 2013 : The Secret of Birth (출생 의 비밀) : Jung Yi-hyun

## Clips musicaux
| Année | Titre du clip | Titre original du clip | Artiste                       |
| ----- | ------------- | ---------------------- | ----------------------------- |
| 2003  | Love Letter   | 러브레터               | 2Shai                         |
| 2007  | Surely        | 설마                   | Yoon Gun                      |
| 2010  | I Want to Cry | 울고싶단말야           | Brave Brothers feat. Jay Park |

## Distinctions
Cette section récapitule les principales récompenses et nominations obtenues par Joo Won. Pour une liste plus complète, se référer à l'Internet Movie Database.
| Année | Cérémonie                     | Pays                       | Résultat | Prix                                                           | Film ou série télévisée        |
| ----- | ----------------------------- | -------------------------- | -------- | -------------------------------------------------------------- | ------------------------------ |
| 2002  | MBC Entertainment Awards      | Drapeau de la Corée du Sud | Remporté | Meilleur nouvelle MC (Maître de cérémonie)                     | Section TV Entertainment       |
| 2002  | SBS Drama Awards              | Drapeau de la Corée du Sud | Remporté | Prix de la nouvelle star                                       | Bad Girls                      |
| 2003  | SBS Drama Awards              | Drapeau de la Corée du Sud | Remporté | Prix d'excellence, actrice dans un drama de planning spécial   | Thousand Years of Love         |
| 2003  | SBS Drama Awards              | Drapeau de la Corée du Sud | Remporté | Prix de popularité des internautes                             | Thousand Years of Love         |
| 2003  | SBS Drama Awards              | Drapeau de la Corée du Sud | Remporté | Top 10 des stars                                               | Thousand Years of Love         |
| 2004  | 2e Andre Kim Best Star Awards | Drapeau de la Corée du Sud | Remporté | Acting Award                                                   |                                |
| 2006  | MBC Drama Awards              | Drapeau de la Corée du Sud | Remporté | Prix spécial, actrice dans une mini-série                      | One Fine Day                   |
| 2006  | KBS Drama Awards              | Drapeau de la Corée du Sud | Remporté | Prix de popularité, actrice                                    | The Snow Queen                 |
| 2006  | KBS Drama Awards              | Drapeau de la Corée du Sud | Remporté | Prix du meilleur duo (partagé avec Hyun Bin)                   | The Snow Queen                 |
| 2007  | 3e Andre Kim Best Star Awards | Drapeau de la Corée du Sud | Remporté | Prix de la star féminine                                       |                                |
| 2007  | 1re Mnet 20's Choice Awards   | Drapeau de la Corée du Sud | Remporté | Prix Beauté naturel                                            |                                |
| 2008  | 44e Baeksang Arts Awards      | Drapeau de la Corée du Sud | Remporté | Actrice la plus populaire à la télévision                      | Hong Gil Dong                  |
| 2008  | 2e Korea Drama Awards         | Drapeau de la Corée du Sud | Proposé  | Prix d'excellence, actrice                                     | Hong Gil Dong                  |
| 2008  | KBS Drama Awards              | Drapeau de la Corée du Sud | Proposé  | Prix d'excellence, actrice dans une mini-série                 | Hong Gil Dong                  |
| 2008  | KBS Drama Awards              | Drapeau de la Corée du Sud | Remporté | Prix de popularité, actrice                                    | Hong Gil Dong                  |
| 2008  | KBS Drama Awards              | Drapeau de la Corée du Sud | Remporté | Prix du meilleur duo (partagé avec Kang Ji-hwan)               | Hong Gil Dong                  |
| 2011  | KBS Drama Awards              | Drapeau de la Corée du Sud | Proposé  | Prix d'excellence, actrice dans un drama mi-long               | Romance Town                   |
| 2012  | MBC Drama Awards              | Drapeau de la Corée du Sud | Remporté | Top prix d'excellence, actrice dans un drama de projet spécial | Feast of the Gods              |
| 2013  | SBS Entertainment Awards      | Drapeau de la Corée du Sud | Remporté | Prix d'excellence, catégorie MC                                | Healing Camp, Aren't You Happy |
| 2013  | SBS Drama Awards              | Drapeau de la Corée du Sud | Remporté | Prix d'excellence, actrice dans une mini-série                 | The Secret of Birth            |
| 2014  | SBS Entertainment Awards      | Drapeau de la Corée du Sud | Remporté | Prix du producteur                                             | Healing Camp, Aren't You Happy |